# 莱涅
莱涅（法語：Laignes，法語發音：[lɛɲ]），法国东北部市镇，位于勃艮第-弗朗什-孔泰大区科多尔省，隶属于蒙巴尔区，其市镇面积为40.02平方公里，2022年1月1日时人口数量为669人，在法国城市中排名第13,404位。
莱涅位于科多尔省北部，莱涅河发源于其镇中心，是一个区域性的中心市镇，多条公路在此交汇。

## 地名来源
“莱涅”一名的含义及来源均有待考证。

## 历史
莱涅建于公元12世纪，其镇中心的神宫塔可能是当地最早的建筑。中世纪后期，莱涅长期为勃艮第的一处普通农业村落。法国大革命后，莱涅成为科多尔省的一个市镇，自1833年起成为一个县治。工业革命期间，途径莱涅的尼伊苏拉维耶尔－塞纳河畔沙蒂永铁路建成通车，其客运服务于1938年被取消。2015年，莱涅县被撤销。

## 地理

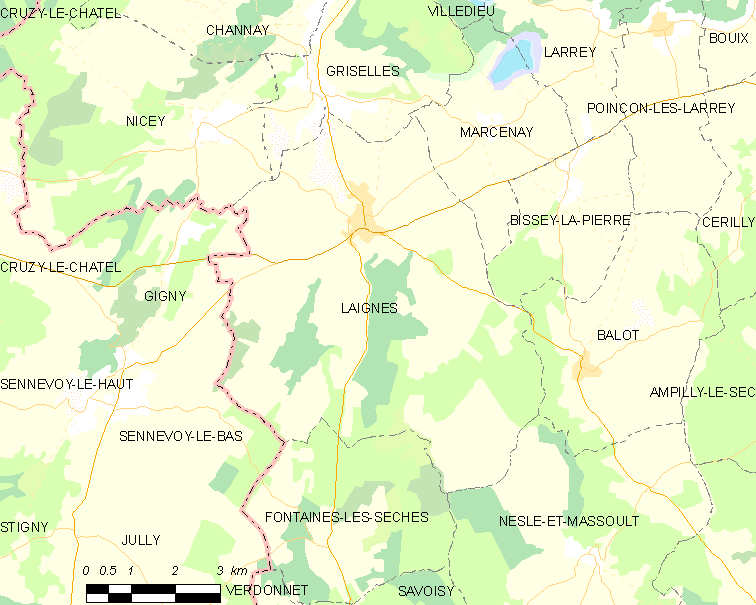
莱涅市镇范围地图

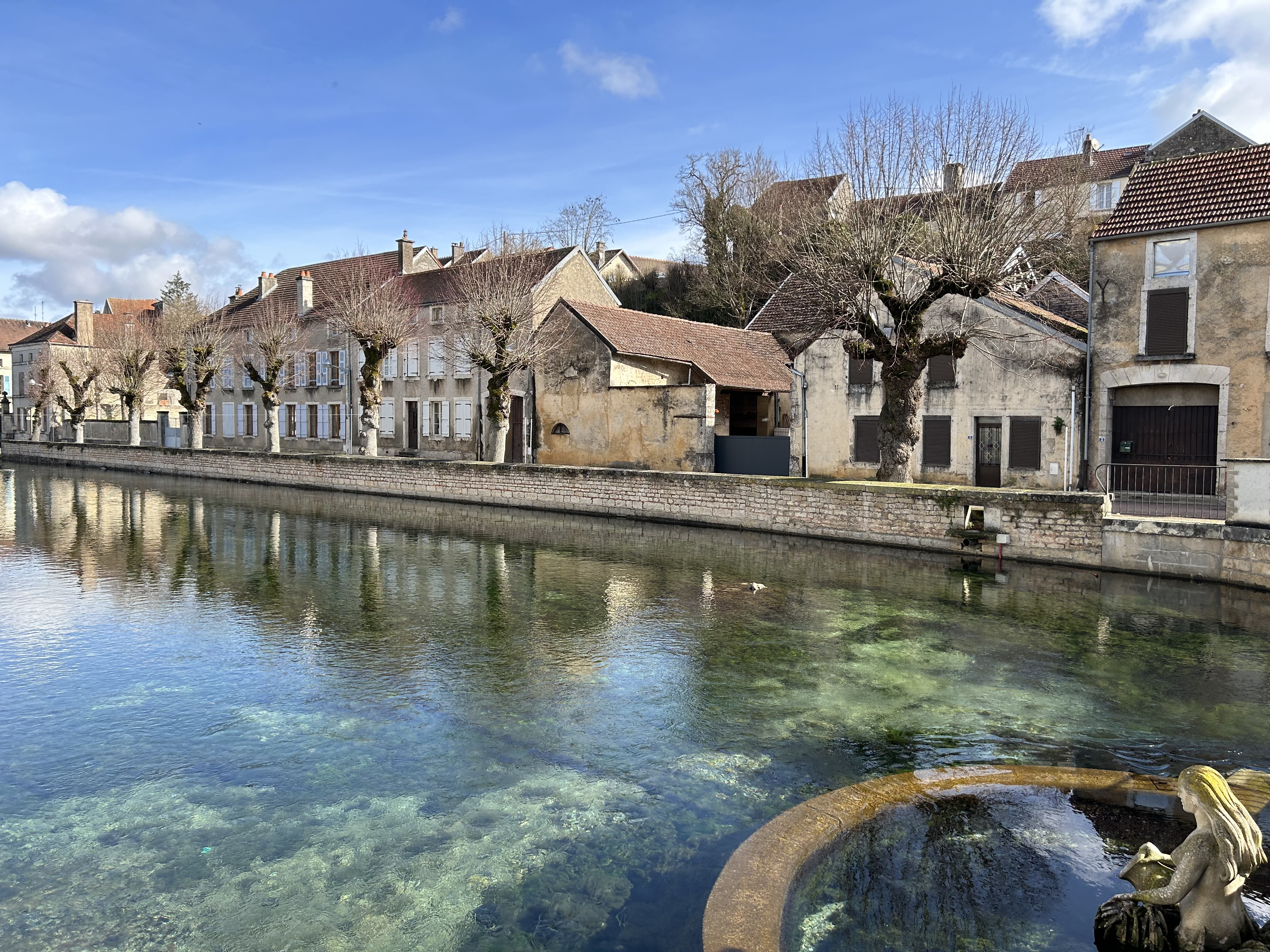
莱涅镇中心的溢流泉

莱涅位于法国东部偏北，勃艮第-弗朗什-孔泰大区北部偏西和科多尔省北部，距离省会第戎大约88公里。与莱涅接壤的市镇包括：尼塞、格里塞勒、马尔瑟奈、日尼、下塞讷瓦、比塞拉皮埃尔、巴洛、枫丹莱塞什和内勒和马苏。

### 地形
莱涅位于科多尔高原北部，境内以浅丘为主，市镇中心地势较为平坦，全境海拔在202到288米之间。

### 水文
莱涅位于塞纳河流域范围内，莱涅河发源于莱涅镇中心的溢流泉，后者为当地的代表性自然景观。

### 植被
莱涅属于温带阔叶混交林区，林地多分布于河流及坡地地带。
在鲜花城市的评比中，莱涅被评为1星级鲜花城市。

### 气候
莱涅在柯本气候分类法中属于带有大陆性特征的温带海洋性气候。

## 行政区划
莱涅的市镇编号为21336，邮政编号为21330。
在行政管理方面，莱涅隶属于法国勃艮第-弗朗什-孔泰大区科多尔省蒙巴尔区；在地方选举方面，莱涅隶属于塞纳河畔沙蒂永县，其市镇范围全境被划入科多尔省第四选区；在社会管理方面，莱涅是沙蒂永地区市镇公共社区的组成部分。
截至2023年3月，莱涅市镇范围内暂无城市敏感街区及城市政策优先街区。
法国国家统计与经济研究所（简称）在进行数据统计时，未将莱涅划入任何城市核心区（Unité urbaine）及城市区（Aire urbaine）内。自2020年起，莱涅被划入包含60个市镇的塞纳河畔沙蒂永城市辐射区内。此外，还将莱涅市镇整体看作一个“块区”（IRIS），以便于统计人口分布情况。

## 交通

### 公路
科多尔省省道D5线、D21线、D102线、D953线和D965线在莱涅境内交汇，勃艮第-弗朗什-孔泰大区下属的城际客运提供巴士线路，可前往周边部分市镇。
2019年，55.3%的莱涅家庭拥有至少一辆私人汽车。2014年，莱涅境内共发生各类交通事故1起，造成1人受伤，其中1人重伤。
| 20 | 62 |

| 6 | 78 |

| 第戎 | 88 |

| 蒙巴尔 | 30 |

| 欧塞尔 | 68 |

| 托内尔 | 33 |

| 塞纳河畔巴尔 | 35 |

| 塞纳河畔沙蒂永 | 17 |

### 铁路
莱涅位于尼伊苏拉维耶尔－塞纳河畔沙蒂永铁路上，该铁路仅提供少量货运服务。
距离莱涅最近的运营中的客运铁路车站为20公里外的尼伊苏拉维耶尔站，该站位于尼伊境内，停靠往返于巴黎和第戎一线的区域列车，部分班次可直达欧塞尔及里昂。

### 航空
距离莱涅最近的民用航空站为多勒机场，距离莱涅市中心的公路里程约140公里。

### 城市公共交通
截至2023年3月，莱涅暂无城市公共交通系统。

## 政治

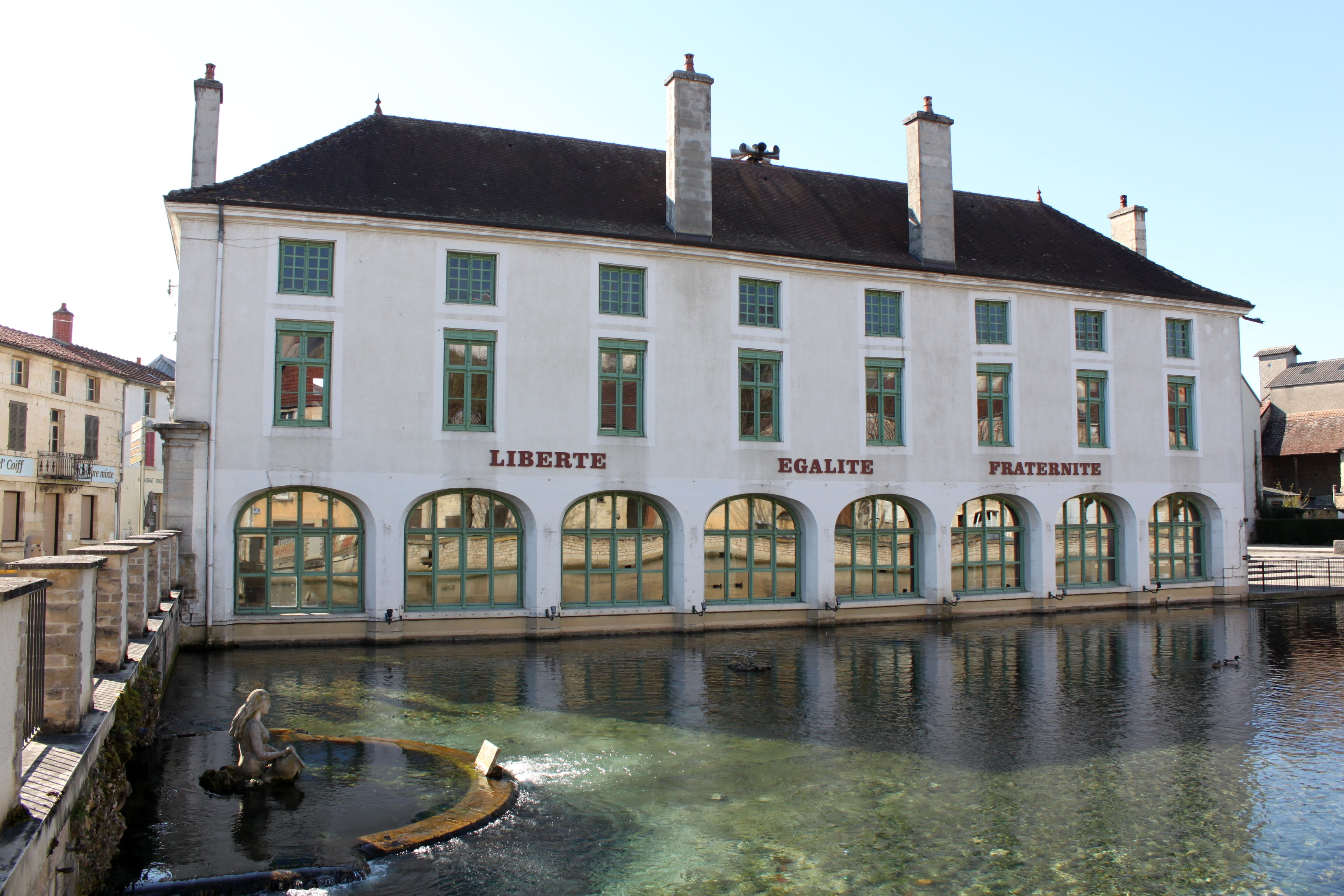
莱涅市政厅

莱涅的现任市长为让-米歇尔·安东尼先生（Jean-Michel ANTONI），他是共和党的一名成员，在2020年的市政选举中获得了100%的支持率（无其他候选人）。
在2022年的法国总统大选中，法国极右翼政党国民阵线主席玛丽娜·勒庞在莱涅获得了57.57%的支持率。

## 人口
2019年，莱涅市镇人口数量为673，在法国排名第13,404位。其中男性324人，女性349人，75岁及以上人口占13.9%，外籍人口数量为14人，人口密度为17人/平方公里，当地居民被称为（男性）或（女性）。2020年，莱涅境内出生1人，死亡人口19人。
| 莱涅1901年－2020年人口变化情况 |
|                                |
| 数据来源：Cassini、INSEE       |

## 经济
莱涅是一个区域性的中心市镇。截止2023年3月，莱涅市镇范围内共有各类用人单位（包含自雇）132家，平均历史为25年，均为中小型企业（PME），2023年1月至3月间，当地的经济活力指数为0。（木材加工）及（木材）是当地2021年营业额最高的三个企业，分别为8,788,569欧元和461,421欧元。

## 财政与居民收入
2021年，莱涅的财政收入总额为738,530欧元，财政支出总额为718,930欧元，当年的债务总额为525,890欧元。2021年，莱涅市镇通过增值税获得57,740欧元的收入，此外当地还共获得了42,650欧元的国家直接财政补助。
2020年，莱涅的人均月收入总额为1,752欧元，低于法国平均水平（2,303欧元）。
2019年，莱涅境内的青壮年（15至64岁）失业率为15.8%；当地42.7%的家庭拥有纳税资格，平均纳税1,478欧元，低于法国平均水平（3,910欧元）。

## 社会事务

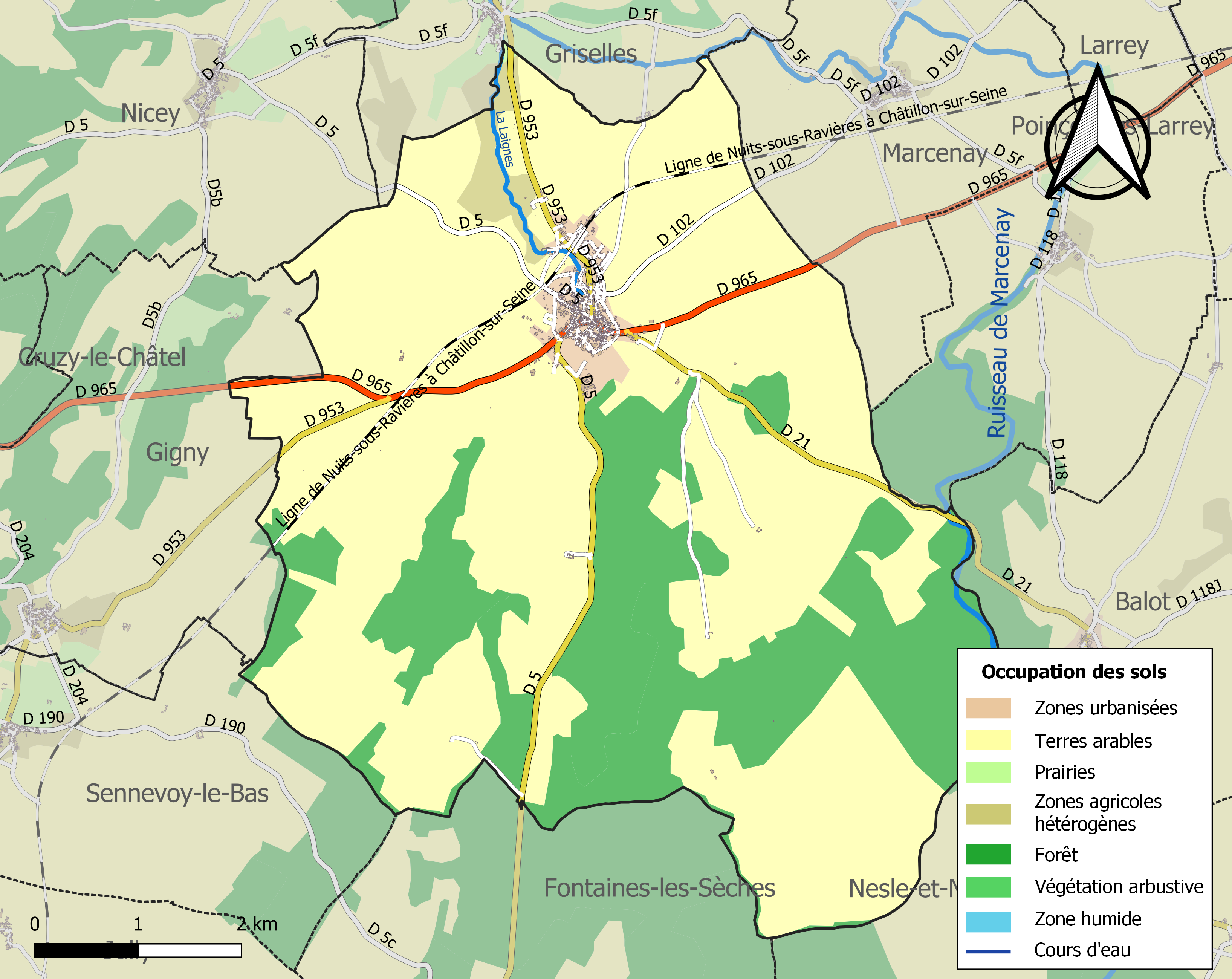
莱涅土地利用情况地图

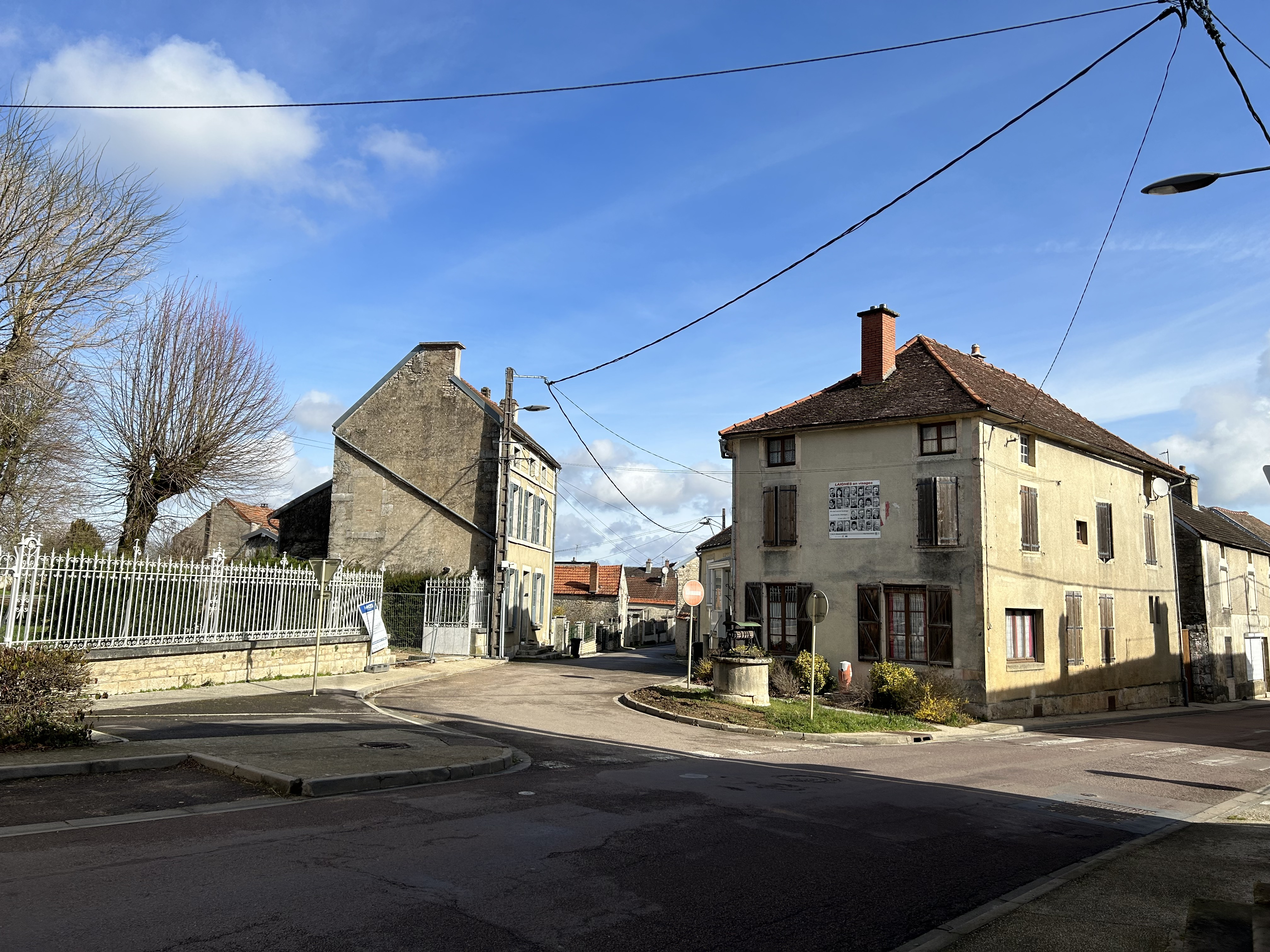
神宫街口

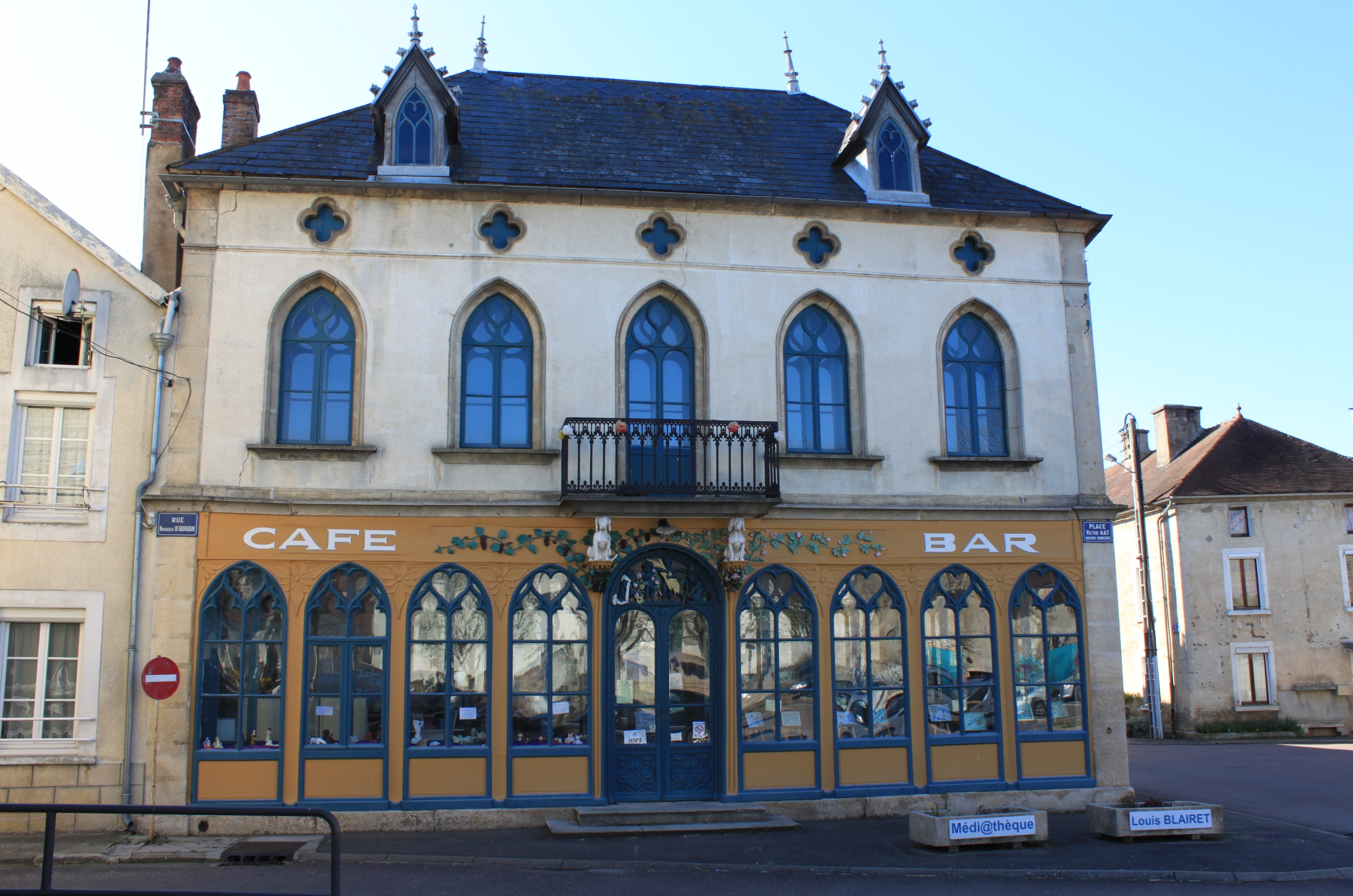
莱涅街头的“白狗”咖啡厅

### 教育
莱涅属于第戎学区。截止2021年1月1日，莱涅境内共有1所幼儿园、1所小学和1所初级中学。2021至2022学年度，莱涅境内共有在校中等教育阶段学生94名。

### 医疗
截止2021年1月1日，莱涅境内共有全科医生2名、保健师1名和护士2名。境内共有药房1家。
距离莱涅最近的区域性医疗机构为“上科多尔省中心医院”（Centre Hospitalier de la Haute Côte-d'Or），其下属的塞纳河畔沙蒂永病区距离莱涅市区的正常车程在15分钟以内，该院设有床位70个，是当地规模最大的公立综合性医院。

### 住房
2019年，莱涅境内共有各类住房510套，其中92.4%为独立式居民区，7.6%为集中式居民区。常住房屋占莱涅市镇范围内居民建筑总量的62.9%。
在住房保障政策方面，2021年，莱涅境内共有53户家庭获得了住房经济补助，受益人数占总人口数量的7.9%，其中38份为房租补助。

### 商业
2021年，莱涅境内共有各类实体商铺15家，其中餐厅2家、大型超市1家、面包房1家、肉铺1家、美容美发店2家、汽车维修店3家。市区东部建有SPAR便民超市。

### 体育
2021年，莱涅境内共有1间体育馆、1处网球场和1处足球或橄榄球场。
截至2023年3月，莱涅体育文化联盟（Association Sportive et Culturelle de Laignes）下属的足球队（编号582778）是莱涅境内唯一的一家注册足球俱乐部。当地的代表性足球队，成立于1971年，其主场为雅克·吉亚尔姆球场（Stade Jacques Guillarme）。

### 环境
莱涅的环境事务由其所属的沙蒂永地区市镇公共社区联合各级政府协调负责。2021年，莱涅境内暂无污染企业。

### 治安
莱涅及其附近的共266个市镇是蒙巴尔国家宪兵队（zone gendarmerie de Montbard）的管辖范围。2020年，该宪兵队累计记录各类案件1,880起，其中盗窃类案件755起，经济类案件243起，毒品交易类案件174起。

## 文化

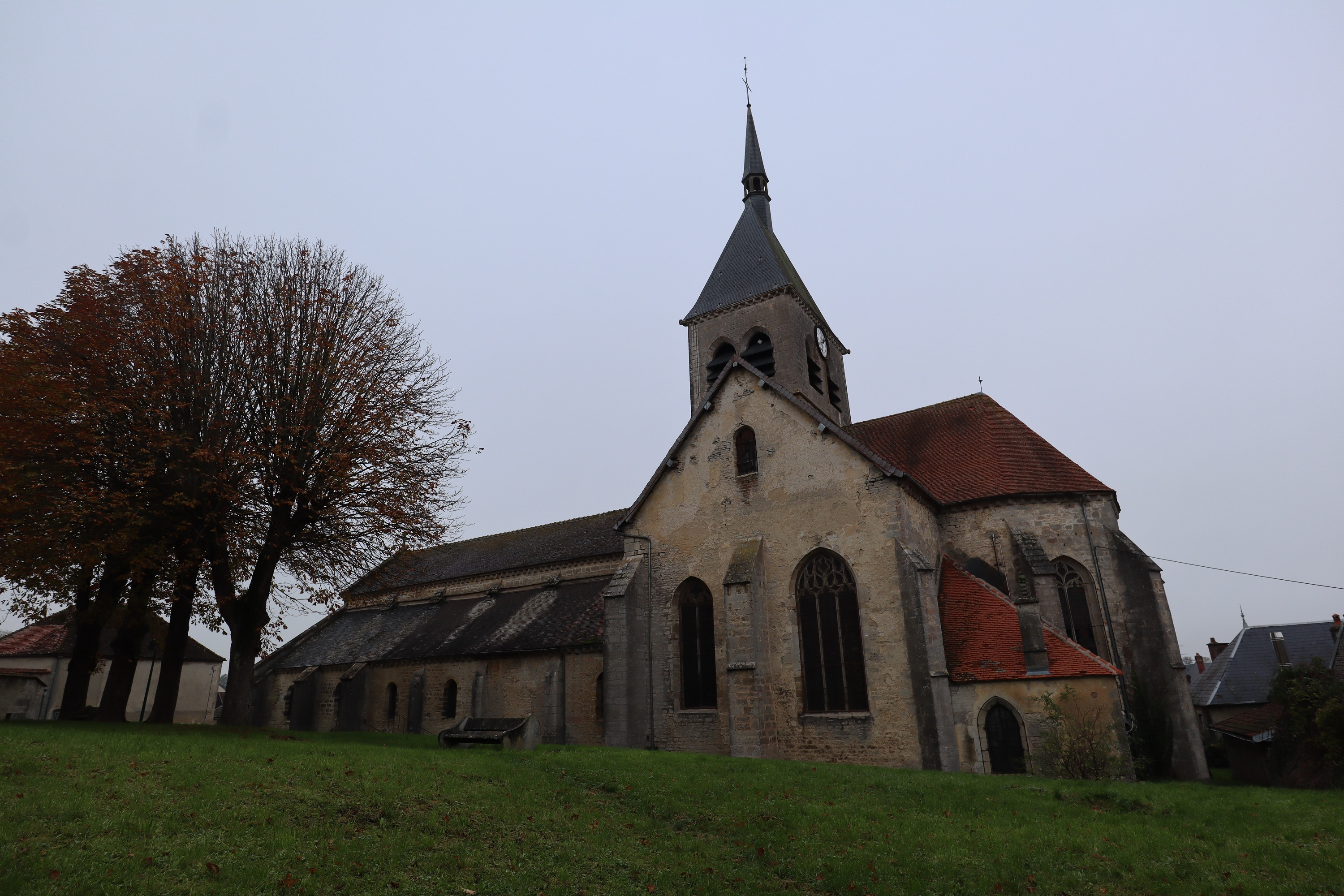
圣迪迪耶教堂

2021年，莱涅境内共有1家电影院。莱涅建有路易·布莱雷市政多媒体中心（Médi@thèque Municipale Louis Blairet），每周二至六向公众开放。

### 建筑
莱涅境内有多处历史建筑，其中镇中心的圣迪迪耶教堂是法国国家文物保护单位，也是当地的地标性建筑物。

### 旅游
莱涅的旅游事务由其所属的沙蒂永地区市镇公共社区负责。2022年，莱涅境内暂无任何游客接待设施。

### 媒体
法国主要的媒体均可在莱涅接收，法国电视三台下属的勃艮第-弗朗什-孔泰大区频道在部分时段播出莱涅所在科多尔省的地方新闻。《公共财产报》、蓝色法兰西勃艮第广播等是当地主要的地方性媒体。

## 相关人物
法国女医生克里斯蒂娜·珀蒂出生于莱涅。

## 友好城市
截至2023年3月，莱涅共与一座城市互为友好城市关系：
- 德国 阿拉赫-下门青